# Troisième circonscription du Val-d'Oise
La troisième circonscription du Val-d'Oise est l'une des dix circonscriptions législatives françaises que compte le département du Val-d'Oise (95) situé en région Île-de-France.

## Description géographique et démographique
La troisième circonscription du Val-d'Oise est délimitée par le découpage électoral de la loi no 86-1197 du 24 novembre 1986
, elle regroupe les divisions administratives suivantes : canton de Beauchamp, canton de Cormeilles-en-Parisis, canton d'Herblay, canton de Taverny.
D'après le recensement général de la population en 1999, réalisé par l'Institut national de la statistique et des études économiques (INSEE), la population totale de cette circonscription est estimée à 123112 habitants,.

Carte de la troisième circonscription du Val d'Oise de 1967 à 1986
Carte de la troisième circonscription du Val d'Oise de 1988 à 2012

## Historique des députations
| Législature | Début de mandat | Fin de mandat  | Député               | Parti politique      | Observations |
| ----------- | --------------- | -------------- | -------------------- | -------------------- | --- |
| IXe         | 23 juin 1988    | 1er avril 1993 | Jean-Pierre Bequet   | PS                   | |
| Xe          | 2 avril 1993    | 21 avril 1997  | Jean Bardet,         | RPR,                 | Conseiller municipal de Taverny Mandat écourté à la suite d'une dissolution parlementaire décidée par Jacques Chirac. |
| XIe         | 12 juin 1997    | 18 juin 2002   | Jean Bardet,         | RPR,                 | Conseiller régional d'Île-de-France                                                                                   |
| XIIe        | 19 juin 2002    | 19 juin 2007   | Jean Bardet,         | UMP,                 | Conseiller régional d'Île-de-France                                                                                   |
| XIIIe       | 20 juin 2007    | 19 juin 2012   | Jean Bardet          | UMP                  | Conseiller régional d'Île-de-France                                                                                   |
| XIVe        | 20 juin 2012    | 20 juin 2017   | Jean-Noël Carpentier | MDP                  | |
| XVe         | 21 juin 2017    | 21 juin 2022   | Cécile Rilhac        | MDP (2017-2019) LREM | |
| XVIe        | 22 juin 2022    | 9 juin 2024    | Cécile Rilhac        | En commun            | Mandat écourté à la suite d'une dissolution parlementaire décidée par Emmanuel Macron.                                |
| XVIIe       | 8 juillet 2024  | En cours       | Emmanuel Maurel      | GRS                  | |

## Historique des élections

### Élections de 1967
|                  | Léon Feix élu  | PCF            | 26 612 | 57,6   |  |  |  |
|                  | Jean Defresne  | UD-Ve          | 13 871 | 30,02  |  |  |  |
|                  | Gilles Dautun  | CIR (FGDS)     | 5 720  | 12,38  |  |  |  |
|                  |                |                |        |        |  |  |  |
| Inscrits         | Inscrits       | Inscrits       | 56 961 | 100,00 |  |  |  |
| Abstentions      | Abstentions    | Abstentions    | 9 733  | 17,09  |  |  |  |
| Votants          | Votants        | Votants        | 47 228 | 82,91  |  |  |  |
| Blancs et nuls   | Blancs et nuls | Blancs et nuls | 1 025  | 2,17   |  |  |  |
| Exprimés         | Exprimés       | Exprimés       | 46 203 | 97,83  |  |  |  |
| Source : CEVIPOF |                |                |        |        |  |  |  |

Le suppléant de Léon Feix était Victor Dupouy, ajusteur, maire d'Argenteuil.

### Élections de 1968
|                  | Léon Feix sortant réélu | PCF            | 23 313 | 51,84  |  |  |  |
|                  | Jean Chauvin            | UDR (URP)      | 15 179 | 33,75  |  |  |  |
|                  | Marcel Schreiber        | FGDS           | 2 689  | 5,98   |  |  |  |
|                  | Michel Peytour          | PSU            | 2 155  | 4,79   |  |  |  |
|                  | Laurent Lapoumeyroulie  | Divers (TD)    | 1 639  | 3,64   |  |  |  |
|                  |                         |                |        |        |  |  |  |
| Inscrits         | Inscrits                | Inscrits       | 57 028 | 100,00 |  |  |  |
| Abstentions      | Abstentions             | Abstentions    | 11 337 | 19,88  |  |  |  |
| Votants          | Votants                 | Votants        | 45 691 | 80,12  |  |  |  |
| Blancs et nuls   | Blancs et nuls          | Blancs et nuls | 716    | 1,57   |  |  |  |
| Exprimés         | Exprimés                | Exprimés       | 44 975 | 98,43  |  |  |  |
| Source : CEVIPOF |                         |                |        |        |  |  |  |

Le suppléant de Léon Feix était Victor Dupouy.

### Élections de 1973
|                    | Léon Feix sortant réélu | PCF                  | 25 742 | 51,7   |  |  |  |
|                    | Laurent Vallery-Radot   | UDR (URP)            | 7 814  | 15,69  |  |  |  |
|                    | André Tondeur           | PS (UGSD)            | 4 866  | 9,77   |  |  |  |
|                    | Gérard D'Oléac          | CD (MR)              | 4 371  | 8,78   |  |  |  |
|                    | Bernard Christol        | RI (URP)             | 3 915  | 7,86   |  |  |  |
|                    | Robert Bracq            | PSU                  | 1 832  | 3,68   |  |  |  |
|                    | Dominique Palacio       | LO                   | 985    | 1,98   |  |  |  |
|                    | Charles Stobnicer       | Extrême gauche (OCI) | 264    | 0,53   |  |  |  |
|                    |                         |                      |        |        |  |  |  |
| Inscrits           | Inscrits                | Inscrits             | 61 509 | 100,00 |  |  |  |
| Abstentions        | Abstentions             | Abstentions          | 10 868 | 17,67  |  |  |  |
| Votants            | Votants                 | Votants              | 50 641 | 82,33  |  |  |  |
| Blancs et nuls     | Blancs et nuls          | Blancs et nuls       | 852    | 1,68   |  |  |  |
| Exprimés           | Exprimés                | Exprimés             | 49 789 | 98,32  |  |  |  |
| Source : Data.gouv |                         |                      |        |        |  |  |  |

Le suppléant de Léon Feix était Robert Montdargent. Robert Montdargent remplace Léon Feix, décédé le 29 avril 1974.

### Élections de 1978
| Candidat       | Candidat                         | Parti                | Premier tour | Premier tour | Second tour | Second tour |  |
| Candidat       | Candidat                         | Parti                | Voix         | %            | Voix        | %           |  |
| -------------- | -------------------------------- | -------------------- | ------------ | ------------ | ----------- | ----------- |  |
|                | Robert Montdargent sortant réélu | PCF                  | 25 756       | 46,63        | 34 012      | 63,65       |  |
|                | Claude Roland                    | RPR                  | 15 571       | 28,34        | 19 422      | 36,35       |  |
|                | Pierre-Yves Lecharny             | PS                   | 7 979        | 14,52        |             |             |  |
|                | Georges Allain                   | Écologie 78          | 3 143        | 5,72         |             |             |  |
|                | André Richard                    | Divers droite (PSD)  | 852          | 1,55         |             |             |  |
|                | Jean-Paul Parage                 | PSU (FA)             | 830          | 1,51         |             |             |  |
|                | Daniel Curtenelle                | Extrême gauche (LO)  | 758          | 1,38         |             |             |  |
|                | Paul Obadia                      | Extrême gauche (LCR) | 351          | 0,64         |             |             |  |
|                | Robert Bardet                    | Divers               | 0            | 0            |             |             |  |
|                |                                  |                      |              |              |             |             |  |
| Inscrits       | Inscrits                         | Inscrits             | 69 810       | 100,00       | 69 810      | 100,00      |  |
| Abstentions    | Abstentions                      | Abstentions          | 13 754       | 19,7         | 14 778      | 21,17       |  |
| Votants        | Votants                          | Votants              | 56 056       | 80,3         | 55 032      | 78,83       |  |
| Blancs et nuls | Blancs et nuls                   | Blancs et nuls       | 816          | 1,46         | 1 598       | 2,9         |  |
| Exprimés       | Exprimés                         | Exprimés             | 55 240       | 98,54        | 53 434      | 97,1        |  |

Le suppléant de Robert Montdargent était Bernard Groult, responsable syndical à l'usine Dassault d'Argenteuil.

### Élections de 1981
| Candidat       | Candidat                         | Parti             | Premier tour | Premier tour | Second tour | Second tour |  |
| Candidat       | Candidat                         | Parti             | Voix         | %            | Voix        | %           |  |
| -------------- | -------------------------------- | ----------------- | ------------ | ------------ | ----------- | ----------- |  |
|                | Robert Montdargent sortant réélu | PCF               | 22 354       | 47,29        | 32 158      | 72,00       |  |
|                | Pierre-Yves Lecharny             | PS                | 12 009       | 25,40        | Retrait     | Retrait     |  |
|                | Jean-Norbert Bongau              | RPR (UNM)         | 9 446        | 19,98        | 12 505      | 28,00       |  |
|                | Michel Aussel                    | Divers écologiste | 2 162        | 4,57         |             |             |  |
|                | Christian Sarthe-Mouréou         | PSU               | 771          | 1,63         |             |             |  |
|                | Martine Payet                    | LO                | 533          | 1,13         |             |             |  |
|                |                                  |                   |              |              |             |             |  |
| Inscrits       | Inscrits                         | Inscrits          | 68 611       | 100,00       | 68 611      | 100,00      |  |
| Abstentions    | Abstentions                      | Abstentions       | 20 740       | 30,23        | 21 968      | 32,02       |  |
| Votants        | Votants                          | Votants           | 47 871       | 69,77        | 46 643      | 67,98       |  |
| Blancs et nuls | Blancs et nuls                   | Blancs et nuls    | 596          | 1,25         | 1 980       | 4,25        |  |
| Exprimés       | Exprimés                         | Exprimés          | 47 275       | 98,75        | 44 663      | 95,75       |  |

Le suppléant de Robert Montdargent était Bernard Groult.

### Élections de 1988
| Candidat       | Candidat               | Parti          | Premier tour | Premier tour | Second tour | Second tour |  |
| Candidat       | Candidat               | Parti          | Voix         | %            | Voix        | %           |  |
| -------------- | ---------------------- | -------------- | ------------ | ------------ | ----------- | ----------- |  |
|                | Jean Bardet sortant    | RPR (URC)      | 16 456       | 38,12        | 23 061      | 49,86       |  |
|                | Jean-Pierre Béquet élu | PS             | 14 431       | 33,43        | 23 188      | 50,14       |  |
|                | Robert Hue             | PCF            | 6 834        | 15,83        |             |             |  |
|                | Jean-Thierry Gampert   | FN             | 5 447        | 12,62        |             |             |  |
|                |                        |                |              |              |             |             |  |
| Inscrits       | Inscrits               | Inscrits       | 67 861       | 100,00       | 67 855      | 100,00      |  |
| Abstentions    | Abstentions            | Abstentions    | 24 051       | 35,44        | 20 499      | 30,21       |  |
| Votants        | Votants                | Votants        | 43 810       | 64,56        | 47 356      | 69,79       |  |
| Blancs et nuls | Blancs et nuls         | Blancs et nuls | 642          | 1,47         | 1 107       | 2,34        |  |
| Exprimés       | Exprimés               | Exprimés       | 43 168       | 98,53        | 46 249      | 97,66       |  |

Le suppléant de Jean-Pierre Béquet était Christian Ravidat, de Montigny-lès-Cormeilles.

### Élections de 1993
| Candidat       | Candidat                   | Parti          | Premier tour | Premier tour | Second tour | Second tour |  |
| Candidat       | Candidat                   | Parti          | Voix         | %            | Voix        | %           |  |
| -------------- | -------------------------- | -------------- | ------------ | ------------ | ----------- | ----------- |  |
|                | Jean Bardet élu            | RPR            | 11 660       | 36,24        | 16 564      | 53,49       |  |
|                | Yves Galland               | UDF (Rad)      | 8 116        | 17,08        | 14 400      | 46,51       |  |
|                | Jean-Pierre Béquet sortant | PS (ADFP)      | 7 397        | 15,57        |             |             |  |
|                | Jean Cuignache             | FN             | 7 366        | 15,51        |             |             |  |
|                | Robert Hue                 | PCF            | 5 768        | 12,14        |             |             |  |
|                | Pierre-Francois Simeoni    | Les Verts (EÉ) | 5 055        | 10,64        |             |             |  |
|                | Françoise Pieroni          | LT-LNÉ         | 903          | 1,9          |             |             |  |
|                | Gérard Ladame              | RDRP           | 665          | 1,4          |             |             |  |
|                | Brigitte Roy               | UÉD            | 310          | 0,65         |             |             |  |
|                | Suzanne Delaval            | AP             | 265          | 0,56         |             |             |  |
|                |                            |                |              |              |             |             |  |
| Inscrits       | Inscrits                   | Inscrits       | 72 047       | 100,00       | 72 044      | 100,00      |  |
| Abstentions    | Abstentions                | Abstentions    | 22 556       | 31,31        | 31 249      | 43,37       |  |
| Votants        | Votants                    | Votants        | 49 491       | 68,69        | 40 795      | 56,63       |  |
| Blancs et nuls | Blancs et nuls             | Blancs et nuls | 1 986        | 4,01         | 9 831       | 24,1        |  |
| Exprimés       | Exprimés                   | Exprimés       | 47 505       | 95,99        | 30 964      | 75,9        |  |

La suppléante de Jean Bardet était Anne-Marie Anglade, conseillère générale du canton d'Herblay, adjointe au maire d'Herblay.

### Élections de 1997
| Candidat       | Candidat                  | Parti          | Premier tour | Premier tour | Second tour | Second tour |  |
| Candidat       | Candidat                  | Parti          | Voix         | %            | Voix        | %           |  |
| -------------- | ------------------------- | -------------- | ------------ | ------------ | ----------- | ----------- |  |
|                | Jean Bardet sortant réélu | RPR            | 13 549       | 29,07        | 24 643      | 50,53       |  |
|                | Maurice Boscavert         | PS             | 11 635       | 24,96        | 24 130      | 49,47       |  |
|                | Jean Cuignache            | FN             | 8 097        | 17,37        |             |             |  |
|                | Odile Cantin              | PCF            | 5 630        | 12,08        |             |             |  |
|                | Daniel Vasseure           | Les Verts      | 1 679        | 3,6          |             |             |  |
|                | Annick Lemoine            | MPF (LDI)      | 1 401        | 3,01         |             |             |  |
|                | Raymond Tavernier         | LO             | 1 356        | 2,91         |             |             |  |
|                | Éric Denne                | GÉ             | 1 131        | 2,43         |             |             |  |
|                | Christian René            | LT-LNÉ         | 714          | 1,53         |             |             |  |
|                | Claude Guedj              | US4J           | 618          | 1,33         |             |             |  |
|                | Evelyne Morel             | PT             | 386          | 0,83         |             |             |  |
|                | Gilles Chrétien           | Divers droite  | 211          | 0,45         |             |             |  |
|                | Emmanuel Elalouf          | Divers gauche  | 169          | 0,36         |             |             |  |
|                | Pierre Busnel             | Divers droite  | 40           | 0,09         |             |             |  |
|                | Cécile Venturini          | Divers         | 0            | 0            |             |             |  |
|                |                           |                |              |              |             |             |  |
| Inscrits       | Inscrits                  | Inscrits       | 72 797       | 100,00       | 72 794      | 100,00      |  |
| Abstentions    | Abstentions               | Abstentions    | 24 237       | 33,29        | 21 078      | 28,96       |  |
| Votants        | Votants                   | Votants        | 48 560       | 66,71        | 51 716      | 71,04       |  |
| Blancs et nuls | Blancs et nuls            | Blancs et nuls | 1 944        | 4            | 2 943       | 5,69        |  |
| Exprimés       | Exprimés                  | Exprimés       | 46 616       | 96           | 48 773      | 94,31       |  |

La suppléante de Jean Bardet était Anne-Marie Anglade, conseillère générale du canton d'Herblay, conseillère municipale d'Herblay.

### Élections de 2002
| Candidat       | Candidat                  | Parti            | Premier tour | Premier tour | Second tour | Second tour |  |
| Candidat       | Candidat                  | Parti            | Voix         | %            | Voix        | %           |  |
| -------------- | ------------------------- | ---------------- | ------------ | ------------ | ----------- | ----------- |  |
|                | Jean Bardet sortant réélu | UMP              | 20 357       | 42,19        | 24 290      | 56,5        |  |
|                | Philippe Doucet           | PS (Les Verts)   | 13 666       | 28,32        | 18 701      | 43,5        |  |
|                | Jean Busnel               | FN               | 6 249        | 12,95        |             |             |  |
|                | Isabelle Lefebvre         | PCF              | 2 639        | 5,47         |             |             |  |
|                | Jean-Pierre Pernot        | Pôle républicain | 962          | 1,99         |             |             |  |
|                | Christian René            | LT-LNÉ           | 871          | 1,81         |             |             |  |
|                | Anny Gracient             | Divers gauche    | 558          | 1,16         |             |             |  |
|                | Jean-Luc Rosticci         | Divers           | 509          | 1,05         |             |             |  |
|                | Véronique Daniau          | LCR              | 483          | 1            |             |             |  |
|                | Annick Lemoine            | MPF              | 422          | 0,87         |             |             |  |
|                | Jean Menissez             | MNR              | 380          | 0,79         |             |             |  |
|                | Josette Recan             | LO               | 377          | 0,78         |             |             |  |
|                | Virginie Saez             | GÉ               | 300          | 0,62         |             |             |  |
|                | Patrick Corbi             | Divers           | 271          | 0,56         |             |             |  |
|                | Évelyne Morel             | PT               | 206          | 0,43         |             |             |  |
|                |                           |                  |              |              |             |             |  |
| Inscrits       | Inscrits                  | Inscrits         | 75 994       | 100,00       | 75 990      | 100,00      |  |
| Abstentions    | Abstentions               | Abstentions      | 26 900       | 35,4         | 31 412      | 41,34       |  |
| Votants        | Votants                   | Votants          | 49 094       | 64,6         | 44 578      | 58,66       |  |
| Blancs et nuls | Blancs et nuls            | Blancs et nuls   | 844          | 1,72         | 1 587       | 3,56        |  |
| Exprimés       | Exprimés                  | Exprimés         | 48 250       | 98,28        | 42 991      | 96,44       |  |

La suppléante de Jean Bardet était Anne-Marie Anglade.

### Élections de 2007
| Candidat       | Candidat                  | Parti          | Premier tour | Premier tour | Second tour | Second tour |  |
| Candidat       | Candidat                  | Parti          | Voix         | %            | Voix        | %           |  |
| -------------- | ------------------------- | -------------- | ------------ | ------------ | ----------- | ----------- |  |
|                | Jean Bardet sortant réélu | UMP            | 22 014       | 45,11        | 24 246      | 54,03       |  |
|                | Nelly Leon                | PS             | 11 046       | 22,63        | 20 632      | 45,97       |  |
|                | Genevieve Carriou         | UDF–MoDem      | 5 134        | 10,52        |             |             |  |
|                | Jean Busnel               | FN             | 2 323        | 4,76         |             |             |  |
|                | Jean-Noël Carpentier      | PCF            | 2 191        | 4,49         |             |             |  |
|                | Suzanne Auger             | Les Verts      | 1 858        | 3,81         |             |             |  |
|                | Véronique Daniau          | LCR            | 1 623        | 3,33         |             |             |  |
|                | Paule Tanguy              | LT-LNÉ         | 745          | 1,53         |             |             |  |
|                | Armelle Chapalain         | MPF            | 740          | 1,52         |             |             |  |
|                | Josette Recan             | LO             | 439          | 0,9          |             |             |  |
|                | Amelie Jalladaud          | Divers         | 405          | 0,83         |             |             |  |
|                | Taous Le Provost          | MRC            | 287          | 0,59         |             |             |  |
|                |                           |                |              |              |             |             |  |
| Inscrits       | Inscrits                  | Inscrits       | 83 938       | 100,00       | 83 938      | 100,00      |  |
| Abstentions    | Abstentions               | Abstentions    | 34 533       | 41,14        | 37 823      | 45,06       |  |
| Votants        | Votants                   | Votants        | 49 405       | 58,86        | 46 115      | 54,94       |  |
| Blancs et nuls | Blancs et nuls            | Blancs et nuls | 600          | 1,21         | 1 237       | 2,68        |  |
| Exprimés       | Exprimés                  | Exprimés       | 48 805       | 98,79        | 44 878      | 97,32       |  |

### Élections de 2012
| Candidat       | Candidat                 | Parti                   | Premier tour | Premier tour | Second tour | Second tour |  |
| Candidat       | Candidat                 | Parti                   | Voix         | %            | Voix        | %           |  |
| -------------- | ------------------------ | ----------------------- | ------------ | ------------ | ----------- | ----------- |  |
|                | Jean-Noël Carpentier élu | MUP (PS, MRC, PRG)      | 16 146       | 33,40        | 24 185      | 52,05       |  |
|                | Jean Bardet sortant      | UMP                     | 15 036       | 31,10        | 22 278      | 47,95       |  |
|                | Alexandre Simmonot       | FN                      | 7 797        | 16,13        |             |             |  |
|                | Maurice Boscavert        | Divers gauche           | 3 124        | 6,46         |             |             |  |
|                | Alain Feuchot            | FG (PCF)                | 2 675        | 5,53         |             |             |  |
|                | Anne-Marie Cauet         | EÉLV                    | 1 740        | 3,60         |             |             |  |
|                | Nicolas Calbrix          | Divers droite (DLR)     | 726          | 1,50         |             |             |  |
|                | Marie Martine Hulot      | Divers écologiste (AÉI) | 511          | 1,06         |             |             |  |
|                | Monique Migneau          | Extrême gauche (NPA)    | 216          | 0,45         |             |             |  |
|                | Josette Recan            | Extrême gauche (LO)     | 191          | 0,40         |             |             |  |
|                | Régis Pedanou            | Divers droite (PCD)     | 186          | 0,38         |             |             |  |
|                |                          |                         |              |              |             |             |  |
| Inscrits       | Inscrits                 | Inscrits                | 88 017       | 100,00       | 88 016      | 100,00      |  |
| Abstentions    | Abstentions              | Abstentions             | 39 091       | 44,41        | 40 239      | 45,72       |  |
| Votants        | Votants                  | Votants                 | 48 926       | 55,59        | 47 777      | 54,28       |  |
| Blancs et nuls | Blancs et nuls           | Blancs et nuls          | 578          | 1,18         | 1 314       | 2,75        |  |
| Exprimés       | Exprimés                 | Exprimés                | 48 348       | 98,82        | 46 463      | 97,25       |  |

### Élections de 2017
|                                                                             |                                                                         |                           |                           |                          |                          |
|                                                                             |                                                                         | Premier tour 11 juin 2017 | Premier tour 11 juin 2017 | Second tour 18 juin 2017 | Second tour 18 juin 2017 |
|                                                                             |                                                                         |                           |                           |                          |                          |
|                                                                             |                                                                         | Nombre                    | % des inscrits            | Nombre                   | % des inscrits           |
| Inscrits                                                                    | Inscrits                                                                | 91 580                    | 100,00                    | 91 577                   | 100,00                   |
| Abstentions                                                                 | Abstentions                                                             | 48 272                    | 52,71                     | 56 259                   | 61,43                    |
| Votants                                                                     | Votants                                                                 | 43 308                    | 47,29                     | 35 318                   | 38,57                    |
|                                                                             |                                                                         |                           | % des votants             |                          | % des votants            |
| Bulletins blancs                                                            | Bulletins blancs                                                        | 520                       | 1,20                      | 2 745                    | 7,77                     |
| Bulletins nuls                                                              | Bulletins nuls                                                          | 175                       | 0,40                      | 916                      | 2,59                     |
| Suffrages exprimés                                                          | Suffrages exprimés                                                      | 42 613                    | 98,40                     | 31 657                   | 89,63                    |
|                                                                             |                                                                         |                           |                           |                          |                          |
| Candidat Étiquette politique (partis et alliances)                          | Candidat Étiquette politique (partis et alliances)                      | Voix                      | % des exprimés            | Voix                     | % des exprimés           |
|                                                                             |                                                                         |                           |                           |                          |                          |
|                                                                             | Cécile Rilhac La République en marche (Mouvement des progressistes)     | 17 105                    | 40,14                     | 18 464                   | 58,33                    |
|                                                                             | Nicole Lanaspre Les Républicains (Union des démocrates et indépendants) | 7 128                     | 16,73                     | 13 193                   | 41,67                    |
|                                                                             | Sébastien Davignon La France insoumise                                  | 5 640                     | 13,24                     |                          |                          |
|                                                                             | Fabienne Daumas Front national                                          | 4 908                     | 11,52                     |                          |                          |
|                                                                             | Nelly Leon Parti socialiste                                             | 2 024                     | 4,75                      |                          |                          |
|                                                                             | Pierrette Borgne Europe Écologie Les Verts                              | 1 351                     | 3,17                      |                          |                          |
|                                                                             | Laurent Jallu Parti communiste français                                 | 962                       | 2,26                      |                          |                          |
|                                                                             | Pascal Beuret Divers (Parti animaliste)                                 | 687                       | 1,61                      |                          |                          |
|                                                                             | Marie-Martine Hulot Écologiste (Alliance écologiste indépendante)       | 680                       | 1,60                      |                          |                          |
|                                                                             | Alexandre Simonnot Extrême droite (Union des Patriotes)                 | 569                       | 1,34                      |                          |                          |
|                                                                             | Clément Corbeaux Divers (Union populaire républicaine)                  | 479                       | 1,12                      |                          |                          |
|                                                                             | Olivier Corps Divers                                                    | 283                       | 0,66                      |                          |                          |
|                                                                             | Christophe Bertholet Divers                                             | 269                       | 0,63                      |                          |                          |
|                                                                             | Muriel Monchal Lutte ouvrière                                           | 242                       | 0,57                      |                          |                          |
|                                                                             | Michel Picquenot Régionaliste (Nouvelle Donne)                          | 232                       | 0,54                      |                          |                          |
|                                                                             | Alain Poupard Extrême gauche (Parti ouvrier indépendant démocratique)   | 54                        | 0,13                      |                          |                          |
| Source : Ministère de l'Intérieur - Troisième circonscription du Val-d'Oise |                                                                         |                           |                           |                          |                          |

### Élections de 2022
Les élections législatives françaises de 2022 ont lieu les dimanches 12 et 19 juin 2022.
|                                                    |                                                                                      |                           |                           |                          |                          |
|                                                    |                                                                                      | Premier tour 12 juin 2022 | Premier tour 12 juin 2022 | Second tour 19 juin 2022 | Second tour 19 juin 2022 |
|                                                    |                                                                                      |                           |                           |                          |                          |
|                                                    |                                                                                      | Nombre                    | % des inscrits            | Nombre                   | % des inscrits           |
| Inscrits                                           | Inscrits                                                                             | 94 585                    | 100                       | 94 579                   | 100                      |
| Abstentions                                        | Abstentions                                                                          | 50 566                    | 53,46                     | 51 190                   | 54,12                    |
| Votants                                            | Votants                                                                              | 44 019                    | 46,54                     | 43 389                   | 45,88                    |
|                                                    |                                                                                      |                           | % des votants             |                          | % des votants            |
| Bulletins blancs                                   | Bulletins blancs                                                                     | 539                       | 1,22                      | 1954                     | 4,50                     |
| Bulletins nuls                                     | Bulletins nuls                                                                       | 183                       | 0,42                      | 793                      | 1,83                     |
| Suffrages exprimés                                 | Suffrages exprimés                                                                   | 43 297                    | 98,36                     | 40 642                   | 93,67                    |
|                                                    |                                                                                      |                           |                           |                          |                          |
| Candidat Étiquette politique (partis et alliances) | Candidat Étiquette politique (partis et alliances)                                   | Voix                      | % des exprimés            | Voix                     | % des exprimés           |
|                                                    |                                                                                      |                           |                           |                          |                          |
|                                                    | Carine Pelegrin Nouvelle Union populaire écologique et sociale - Génération écologie | 12 537                    | 28,96                     | 19 442                   | 47,84                    |
|                                                    | Cécile Rilhac* Ensemble - En commun                                                  | 12 284                    | 28,37                     | 21 200                   | 52,16                    |
|                                                    | Romana Laurini Rassemblement national                                                | 6 989                     | 16,14                     |                          |                          |
|                                                    | Sarah Nerozzi-Banfi Les Républicains                                                 | 5 282                     | 12,20                     |                          |                          |
|                                                    | Pascal Gérard Reconquête                                                             | 2 199                     | 5,08                      |                          |                          |
|                                                    | Fabrice David Écologistes                                                            | 1 938                     | 4,48                      |                          |                          |
|                                                    | Veronique Rodas-Pawloff Parti animaliste                                             | 790                       | 1,82                      |                          |                          |
|                                                    | Eric Pecquet Droite souverainiste                                                    | 783                       | 1,81                      |                          |                          |
|                                                    | Juan Munoz Lutte ouvrière                                                            | 495                       | 1,14                      |                          |                          |
| * Députée sortante                                 |                                                                                      |                           |                           |                          |                          |

### Élections de 2024
Les élections législatives françaises de 2024 ont lieu les dimanches 30 juin et 7 juillet 2024.
Alors qu'une triangulaire est possible après le 1er tour (30 juin 2024) dans la Troisième circonscription du Val-d'Oise, la candidate Cécile Rilhac, député sortante du parti En commun, décide de se retirer de l'élection pour appeler à voter Emmanuel Maurel, candidat du Nouveau Front Populaire, arrivé en première position lors du 1er tour.
| Candidat                 | Candidat                 | Parti et coalition       | Nuance                   | Premier tour | Premier tour | Second tour | Second tour |
| Candidat                 | Candidat                 | Parti et coalition       | Nuance                   | Voix         | %            | Voix        | %           |
| ------------------------ | ------------------------ | ------------------------ | ------------------------ | ------------ | ------------ | ----------- | ----------- |
|                          | Emmanuel Maurel          | GRS (NFP)                | UG                       | 22 742       | 35,63        | 36 489      | 62,54       |
|                          | Kimberley Lelaidier      | RN                       | RN                       | 17 608       | 27,59        | 21 860      | 37,46       |
|                          | Cécile Rilhac,           | EC (ENS)                 | ENS                      | 15 013       | 23,52        | Retrait     | Retrait     |
|                          | Lætitia Vincent          | LR (UDC)                 | LR                       | 4 816        | 7,55         |             |             |
|                          | Samira Herbal,           | EÉÉ (LC)                 | ECO                      | 1 290        | 2,02         |             |             |
|                          | Lætitia Guébin           | LÉA (RAS)                | DIV                      | 1 046        | 1,64         |             |             |
|                          | Alexandre Simonnot,      | PDF - REC                | REC                      | 837          | 1,31         |             |             |
|                          | Juan Munoz               | LO                       | EXG                      | 468          | 0,73         |             |             |
|                          | Daniel Blaser            | NPA-R                    | EXG                      | 7            | 0,01         |             |             |
|                          | Samira Belmokhtar        | ratt. LÉ                 | DVG                      | 0            | 0,00         |             |             |
|                          |                          |                          |                          |              |              |             |             |
| Suffrages exprimés       | Suffrages exprimés       | Suffrages exprimés       | Suffrages exprimés       | 63 827       | 98,00        | 58 349      | 91,33       |
| Votes blancs             | Votes blancs             | Votes blancs             | Votes blancs             | 930          | 1,43         | 4 539       | 7,10        |
| Votes nuls               | Votes nuls               | Votes nuls               | Votes nuls               | 374          | 0,57         | 997         | 1,56        |
| Total                    | Total                    | Total                    | Total                    | 65 131       | 100          | 63 885      | 100         |
| Abstention               | Abstention               | Abstention               | Abstention               | 31 175       | 32,37        | 32 432      | 33,67       |
| Inscrits / participation | Inscrits / participation | Inscrits / participation | Inscrits / participation | 96 306       | 67,63        | 96 317      | 66,33       |